# Ивериа (село)
Ивериа (груз. ივერია) — село в Грузии, на территории Аспиндзского муниципалитета края (мхаре) Самцхе-Джавахети.

## География
Село находится в южной части Грузии, на левом берегу реки Куры, на расстоянии приблизительно 2 километров (по прямой) к югу от посёлка городского типа Аспиндза, административного центра муниципалитета.

## Население
По результатам официальной переписи населения 2014 года, в Иверии проживало 356 человек (183 мужчины и 173 женщины). В национальной структуре населения грузины составляли 100 %.
| Год  | Население, человек |
| ---- | ------------------ |
| 2002 | 345                |
| 2014 | ↗ 356              |